# Nilea Augustin
Nilea Augustin (n. 6 februarie 1870, Coroi - paroh român în Văimăceni la 1 decembrie 1918 pentru Marea Unire, de prezent refugiat în Târnăveni-Dicio.St Marty str.Regele Ferd.No 84 Târăveni la 9 sept.1943.

## Date biografice
La 1 decembrie 1918 paroh român-unit în Văimăceni(Săbad) județul Mureș, la dunărea de la Alba-Iulia ținută la 1 decembrie 1918 pentru Marea Unire, a fost delegat oficial pentru circumiscripția Acățări județul Mureș.